# Dykärret Mindre 10

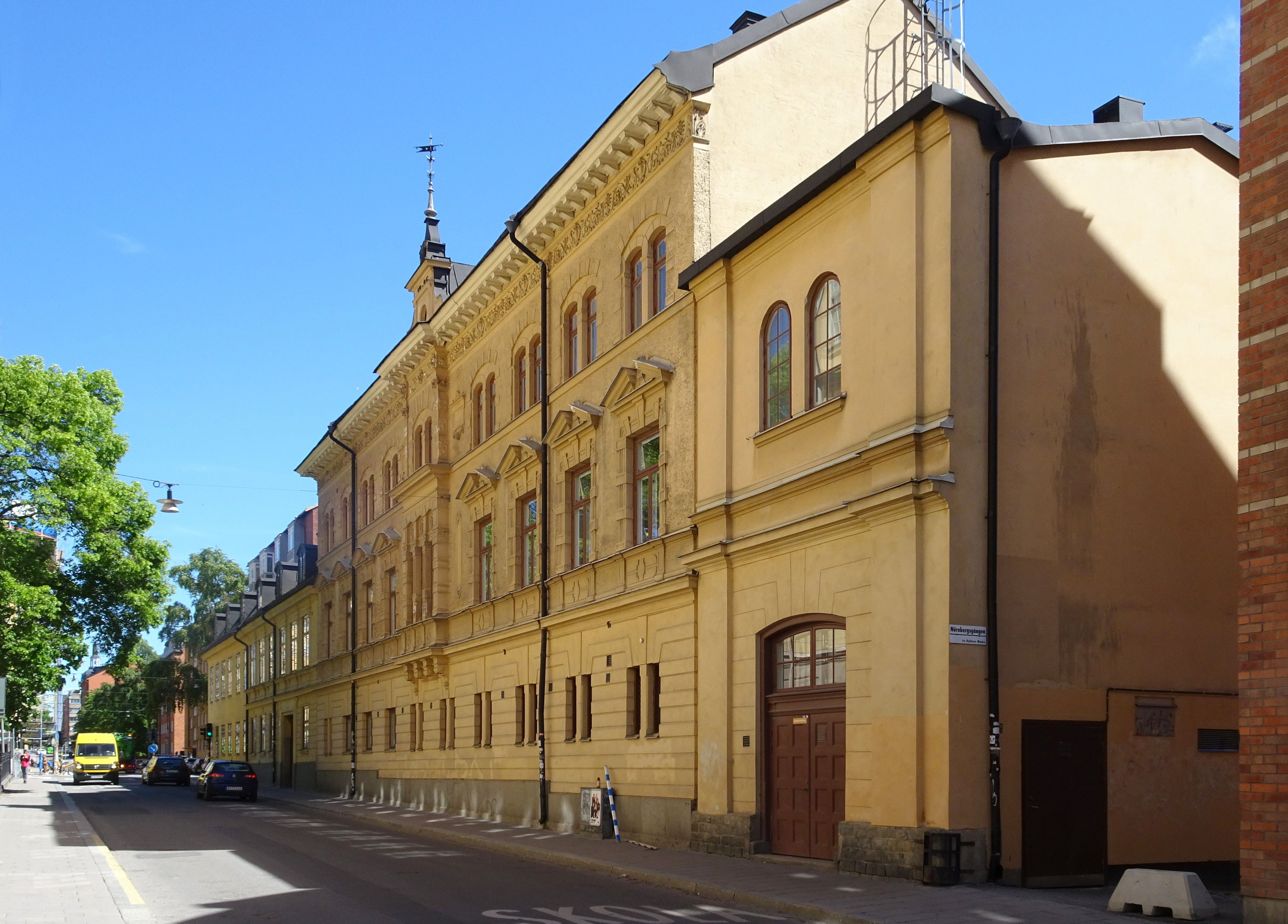
Dykärret Mindre 10, fasaderna mot Högbergsgatan, maj 2019. Gathus 1 längst bort och 3 närmast. Vy österut.

Dykärret Mindre 10 är en kulturhistoriskt värdefull fastighet i hörnet Björngårdsgatan/Högbergsgatan på Södermalm i Stockholms innerstad. I byggnaden fanns ursprungligen Nürnbergs Bryggeris bostäder, kontor och några bryggerilokaler. Bebyggelsen ägs av AB Stadsholmen och är blåmärkt av Stadsmuseet i Stockholm, vilket innebär att den utgör "synnerligen höga kulturhistoriska värden".

## Kvarteret

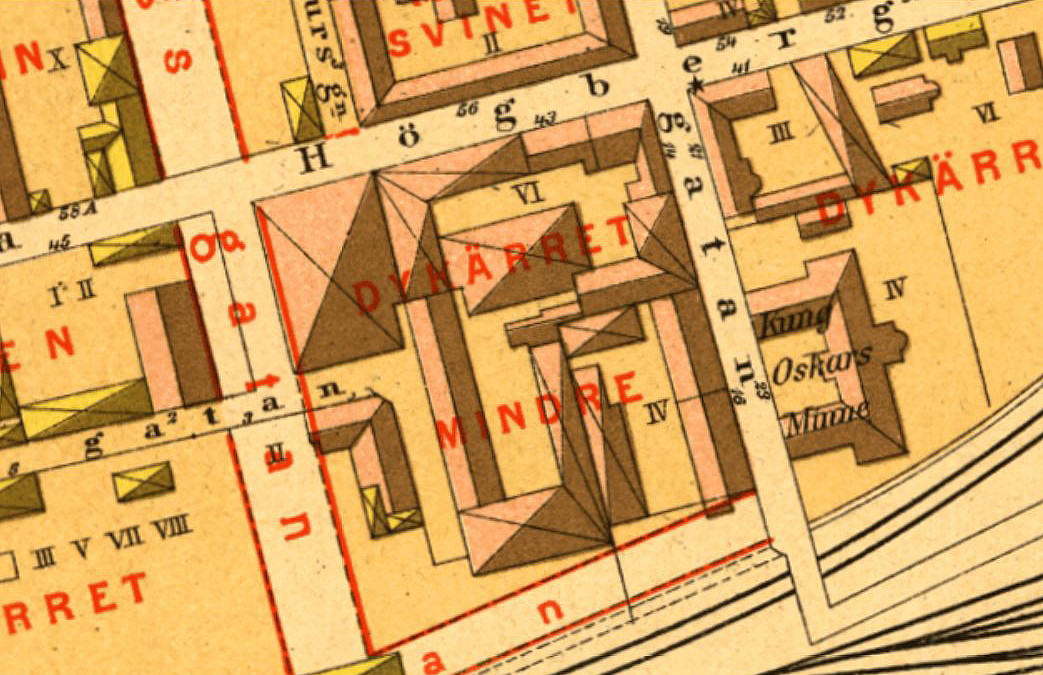
Kvarteret Dykärret mindre 1885.

Dykärret är ett mycket gammalt kvartersnamn som är belagt i skrift sedan 1649. Anledning till namnet var säkerligen den dyiga och kärraktiga terrängen runt sjön Fatburen som låg söder om kvarteret. Genom landhöjning och igenfyllning blev sjön allt mindre och försvann helt i slutet av 1850-talet i samband med järnvägsbyggandet och anläggandet av Södra Station. Kvarteret begränsas av Högbergsgatan i norr, Swedenborgsgatan i väster, Björngårdsgatan i öster och Fatbursgatan i söder.

## Historik
Fastigheten Dykärret Mindre 10 utgör den norra delen av tidigare Dykärret Mindre 6. Här ligger tre byggnader i rad som härrör från olika tidsperioder. Fastigheten var ursprungligen en del av Nürnbergs Bryggeri och förvärvades 1919 av Stockholms stad. År 1984 inköptes industrilokalerna på fastigheten Dykärret Mindre 12 av privata intressen. Bostadshusen i fastigheten Dykärret Mindre 10 behölls av staden och renoverades på 1980-talet under medverkan av Stadsmuseet i Stockholm. I samband med upprustningen revs några byggnader och bostadshusens planlösningar förändrades för att passa moderna krav. AB Stadsholmen var beställare medan arkitektkontoret Malmquist & Skoogh stod för ritningarna.

### Gathus 1, Björngårdsgatan 14 A

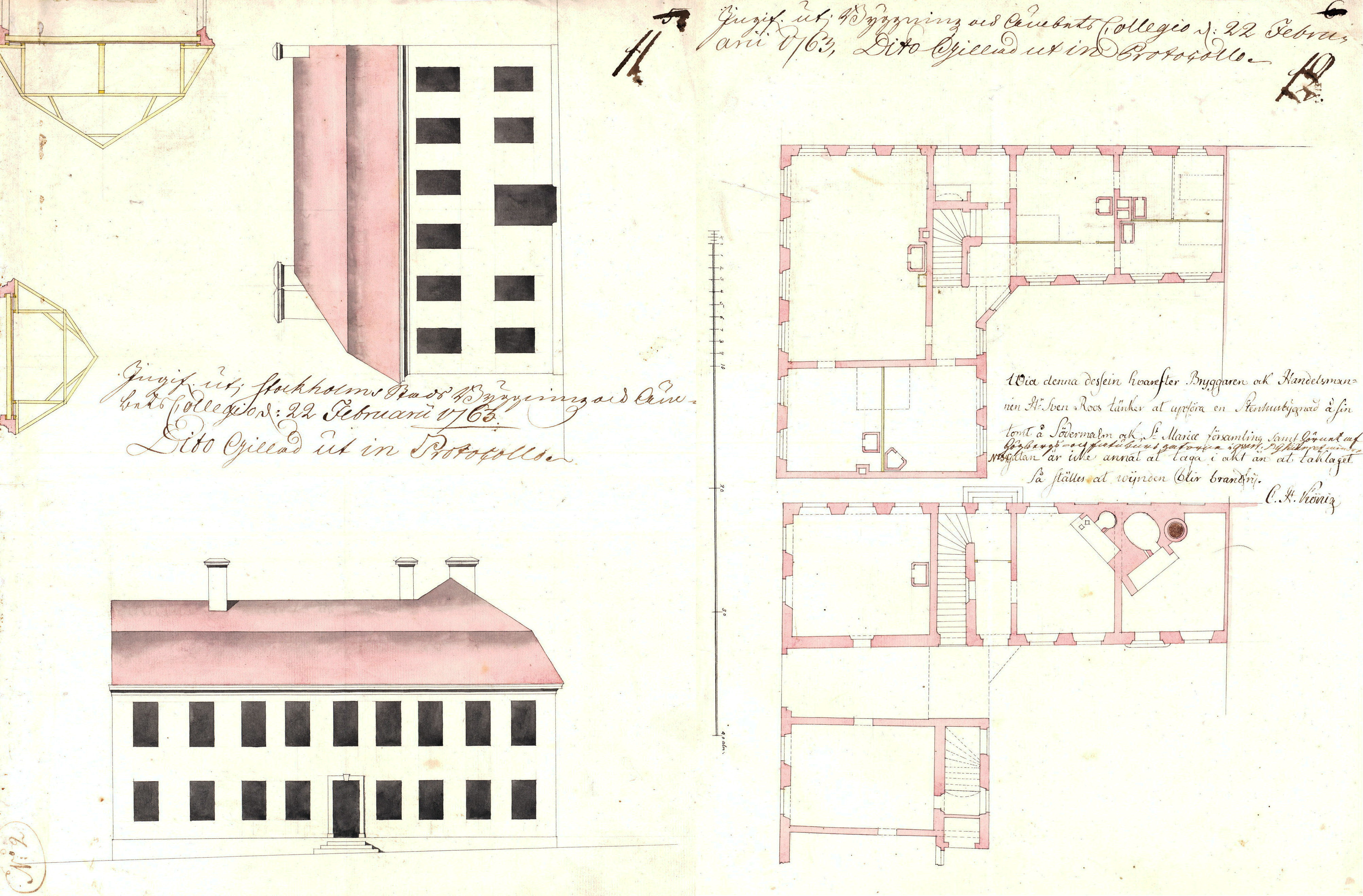
Gathus 1, bygglovsritning från 1763.

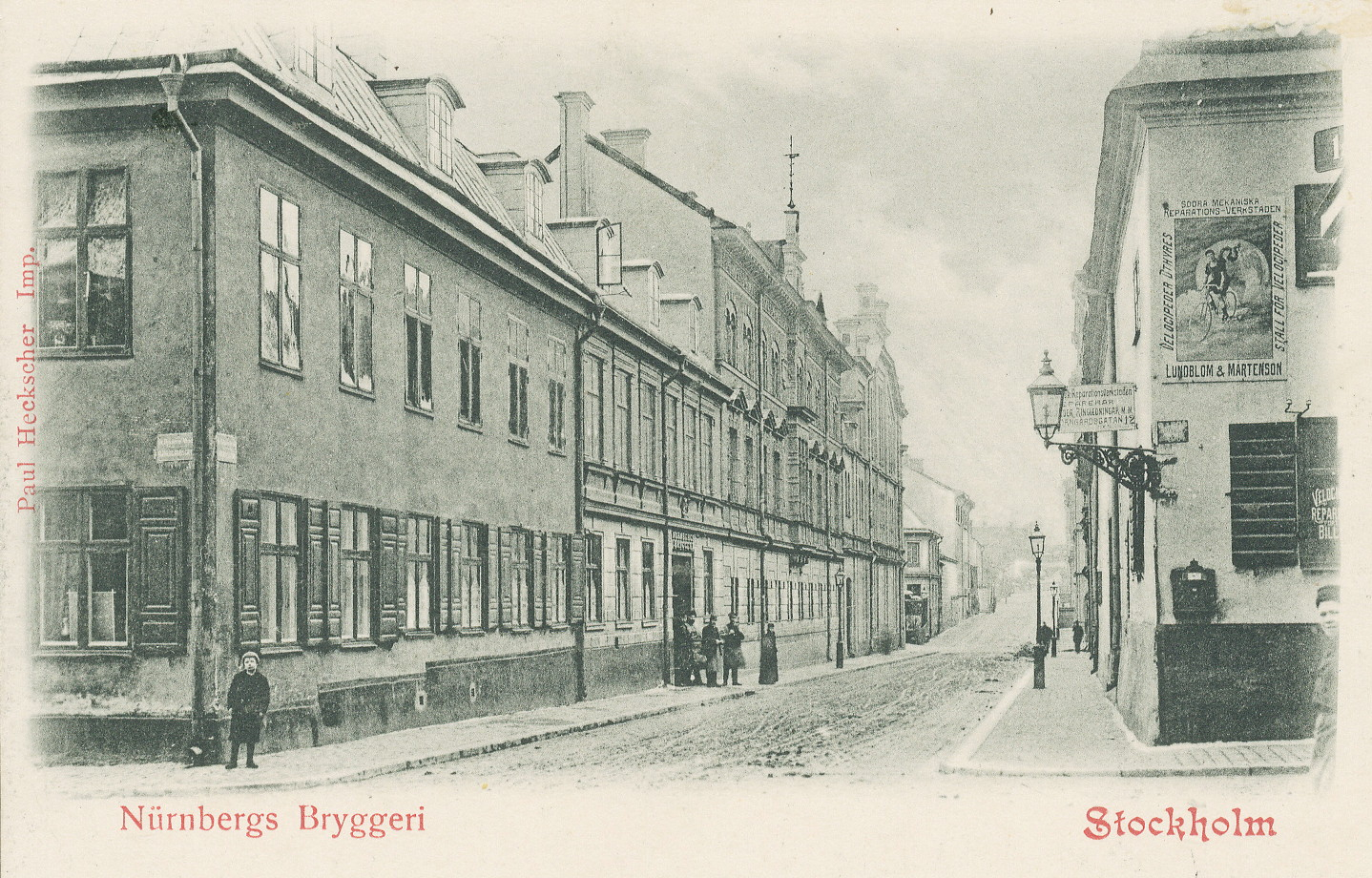
Huslängan på ett vykort från sekelskiftet 1900. Gathus 1 närmast.

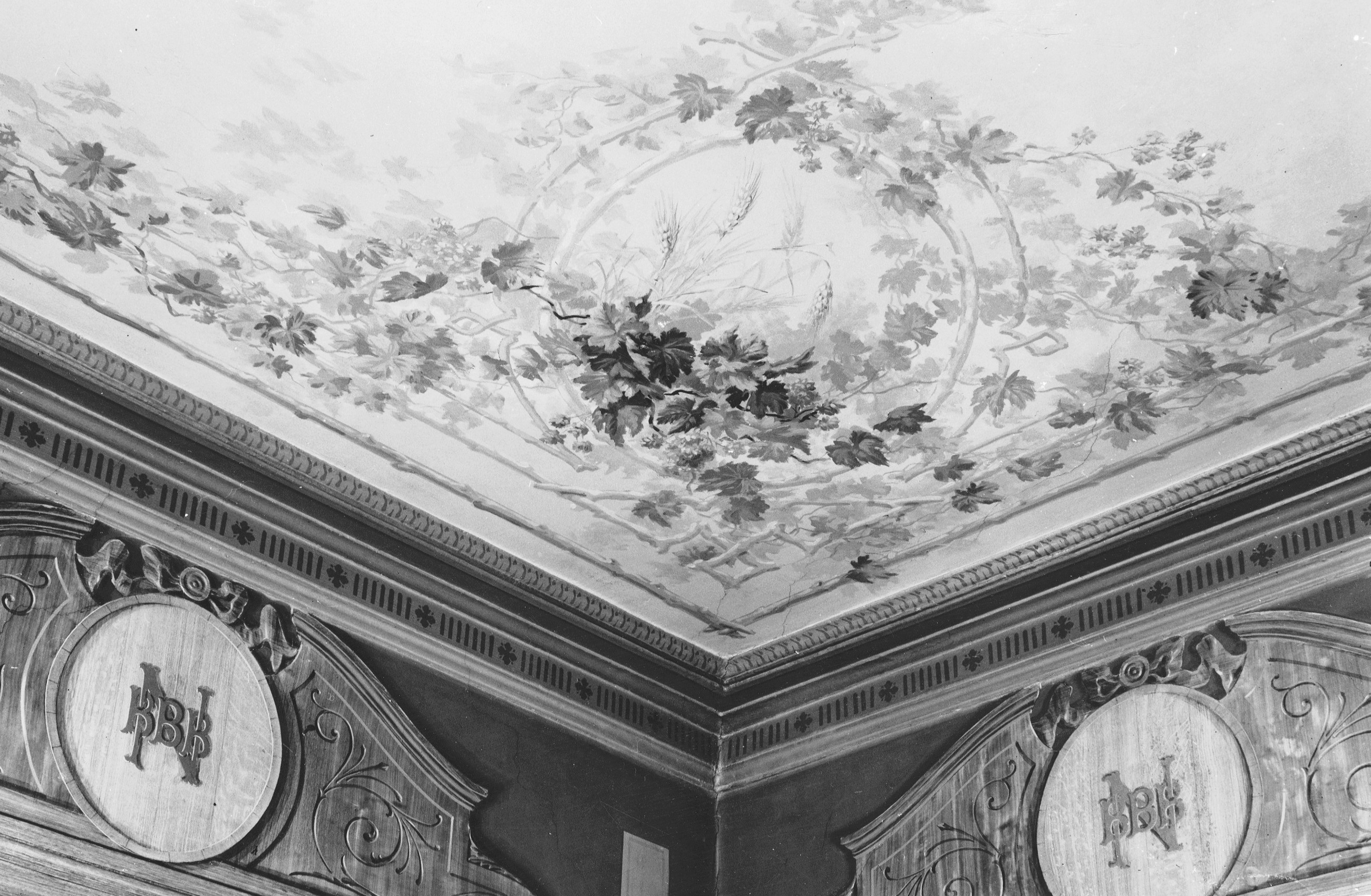
Takmålning i gamla kontoret med bryggeriets emblem "NBBB" på väggarna.

Den äldsta bevarade byggnaden i kvarteret står i hörnet Högbergsgatan/Björngårdsgatan och fick sin nuvarande form på 1760-talet. Innan dess fanns här två låga stenhus som förvärvades av bryggaren Sven Roos. Han anlitade murmästaren Johan Wilhelm Friese att bygga ytterligare en våning på huset. Efter ombyggnaden bestod bottenvåningen av en förstuga, tre rum med eldstäder, ett kök, en bagarstuga och två rymliga skafferier. På övervåning fanns en stor sal, fem rum och ytterligare ett kök.
År 1862 förvärvades fastigheten av bryggaren och industrimannen Fritz Dölling från Tyskland och den svenske guldsmeden Carl Gustaf Simonsson. Den förre hade kunskapen och den senare hade kapitalet som han önskade att investera i bryggerinäringen. Tillsammans skapade de Nürnberg Bayerska Bryggeri Bolag (NBBB) (kort Nürnbergs Bryggeri) som hade sin verksamhet i kvarteret fram till 1916. I byggnaden hade Fritz Dölling med familj sin bostad. Under 1870-talet inrättades några kontorsrum för bryggeriet i bottenvåningen.  På 1880-talet flyttade bryggarfamiljen till ett nyuppfört bostadshus längre västerut på tomten (se Gathus 3).

### Gathus 2, Högbergsgatan 71 A
På platsen fanns 1755 en stenbyggnad i en våning innehållande en kammare och ett brännhus. 1860 genomfördes en större ombyggnad och 1879 fick byggnaden sin nuvarande form. Då var ägaren Fritz Dölling som lät bygga på huset med en våning efter ritningar av arkitekt Karl August Smith. Den nya våningen disponerades av bryggarfamiljen Dölling och genom en förbindelse till Gathus 1 erhöll man en stor lägenhet om elva rum och kök. Även vinden inreddes med tre rum som värmdes med kakelugnar. Gatufasaden smyckades enligt tidens smak med riklig dekor. Bottenvåningen är rusticerad, övervåningen är slätputsad och indelad med pilastrar som bär överliggare ovanför fönsteröppningarna. Den nuvarande körporten till gården togs upp vid ombyggnaden 1860.

### Gathus 3, Högbergsgatan 71 B och C
Nästa byggnad uppfördes 1885 efter arkitekt C. A. Aronqvists ritningar och med bryggaren Fritz Dölling som beställare. Innan dess låg här ett mindre stenhus som bland annat innehöll fähus och stall för tolv kor och nio hästar. Döllings nya byggnad blev påkostad både utvändigt och invändigt. Den fick tre våningar och en rik utsmyckad gatufasad. Sockeln är av granit och bottenvåningen rusticerades. Övervåningarna är spritputsade med omfattande dekor i form av fönsteromfattningar och kartuscher. På andra våningen märks rundbågiga fönster som är parvis kopplade inom en gemensam rundbågig ram. Husets mittaxel accentuerades av en mittrisalit som avslutas av en fronton som bär årtalet 1886. 
I bottenvåningens rum fanns bryggerilokaler och i paradvåningen på våning 1 trappa bodde Fritz Dölling själv. I den något mindre påkostade tredje våningen hade förmodligen sonen Fritz Dölling den yngre sin bostad. Längst i väster kvarstod delar av den äldre längan av ekonomibyggnader. Av den återstår idag den smala byggnaden i två våningar (Högbergsgatan 71 C) vilken är en rest av gaveln på den bebyggelse som tidigare fortsatte söderut längs med den numera försvunna Fatbursbrunnsgatan.

### Gårdshus, Högbergsgatan 71 D / Nürnbergsgången
Till fastigheten Dykärret Mindre 10 hör även ett gårdshus som ligger i kvarterets sydvästra hörn och kan nås via Nürnbergsgången. Området förvärvades av Dölling 1872. Den idag bevarade volymen härrör från en om- och tillbyggnad år 1792 och utgör en del av en längre byggnad från 1700-talet som sträckte sig i nord-sydlig riktning längs med den nu försvunna Fatbursbrunnsgatan. I en brandförsäkring från 1800 framgår att tillbyggnaden innehöll ett vagnshus i bottenvåningen och tre rum och kök i övre våningsplanet. 1848 inreddes även vindsvåningen med två lägenheter om två rum och kök vardera. Vagnshuset ombyggdes på 1910-talet till lager och nyttjades på 1970-talet som charkuterifabrik.

## Nutida bilder

Byggnader
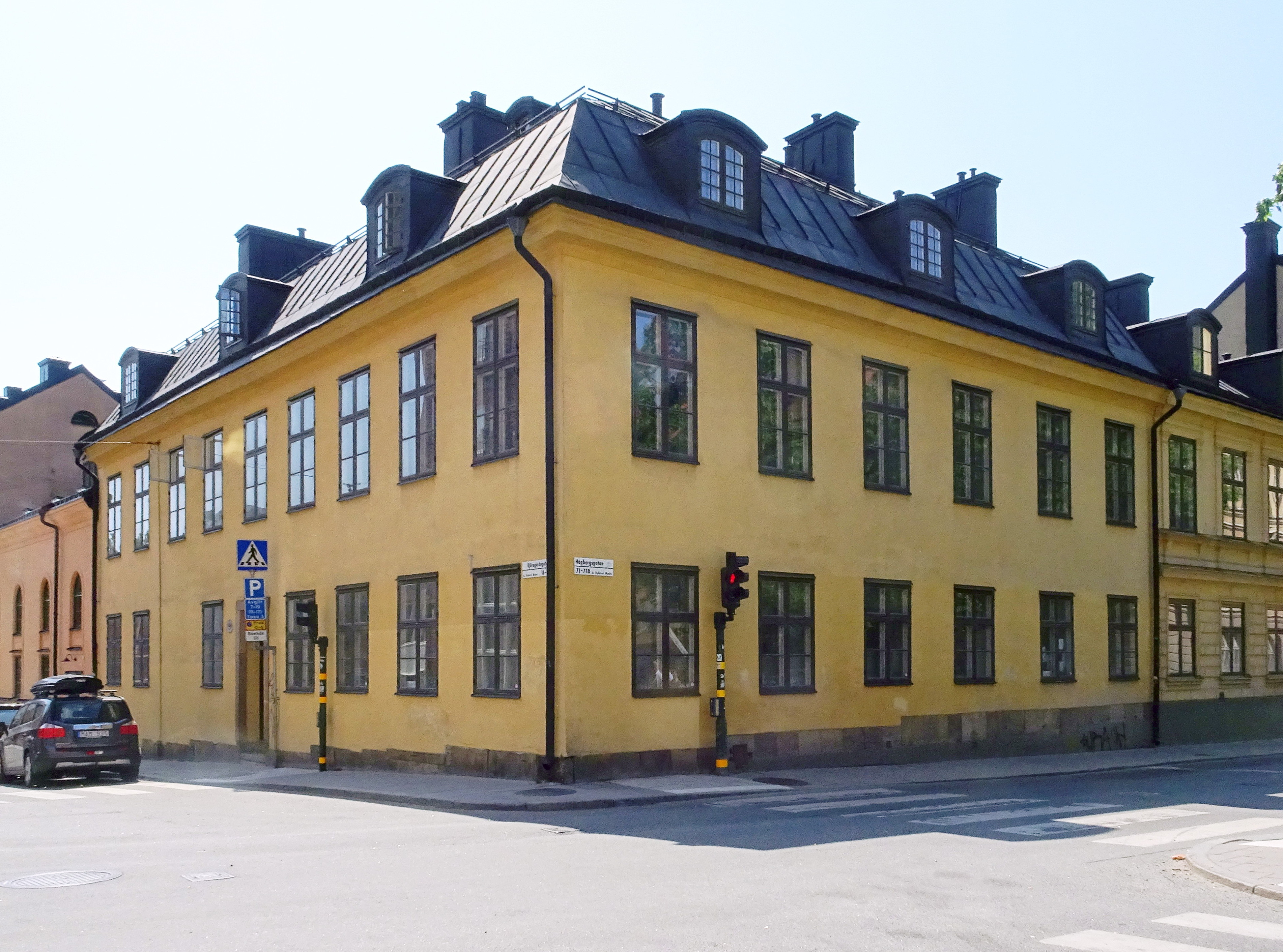
Gathus 1
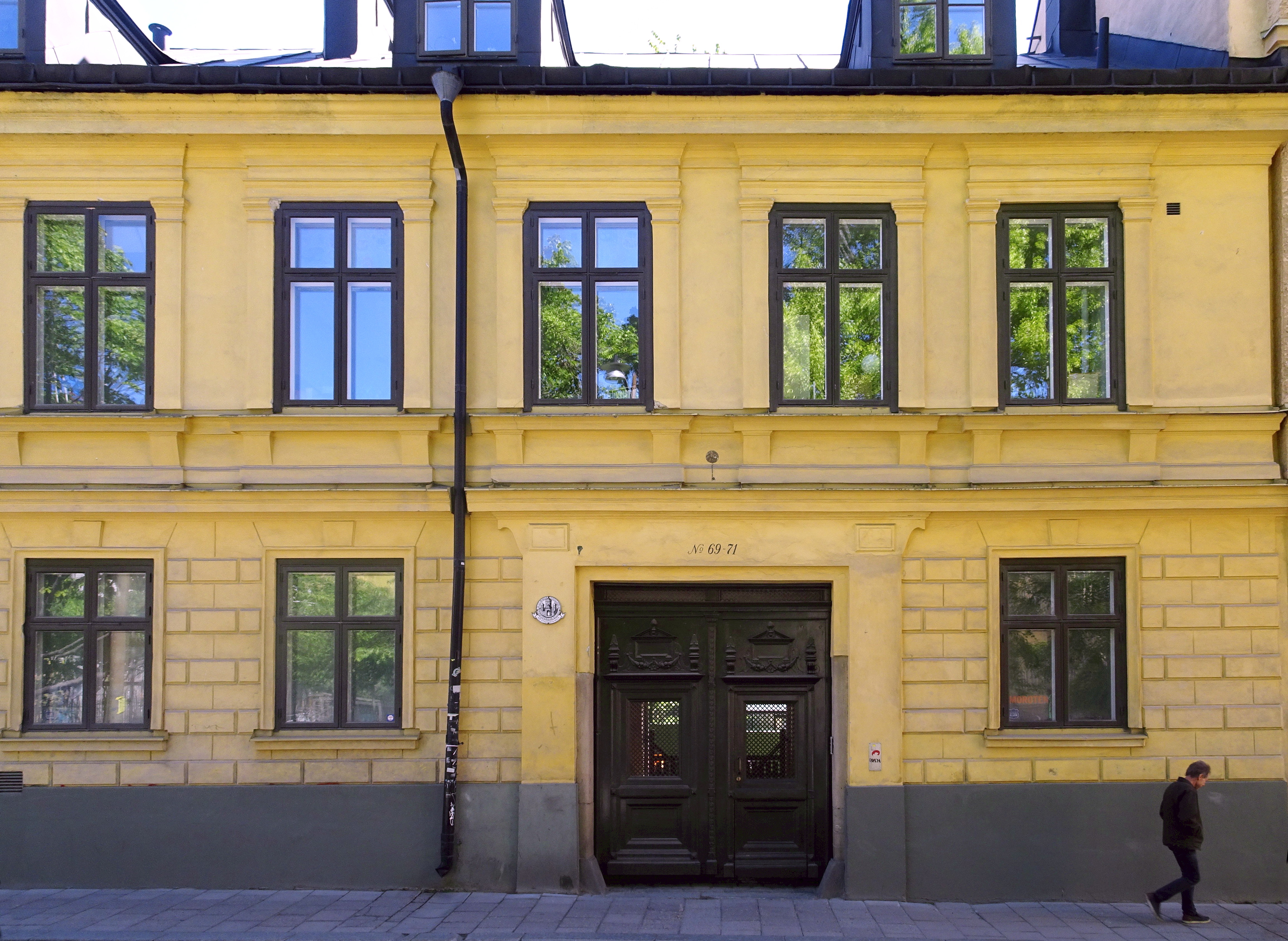
Gathus 2.
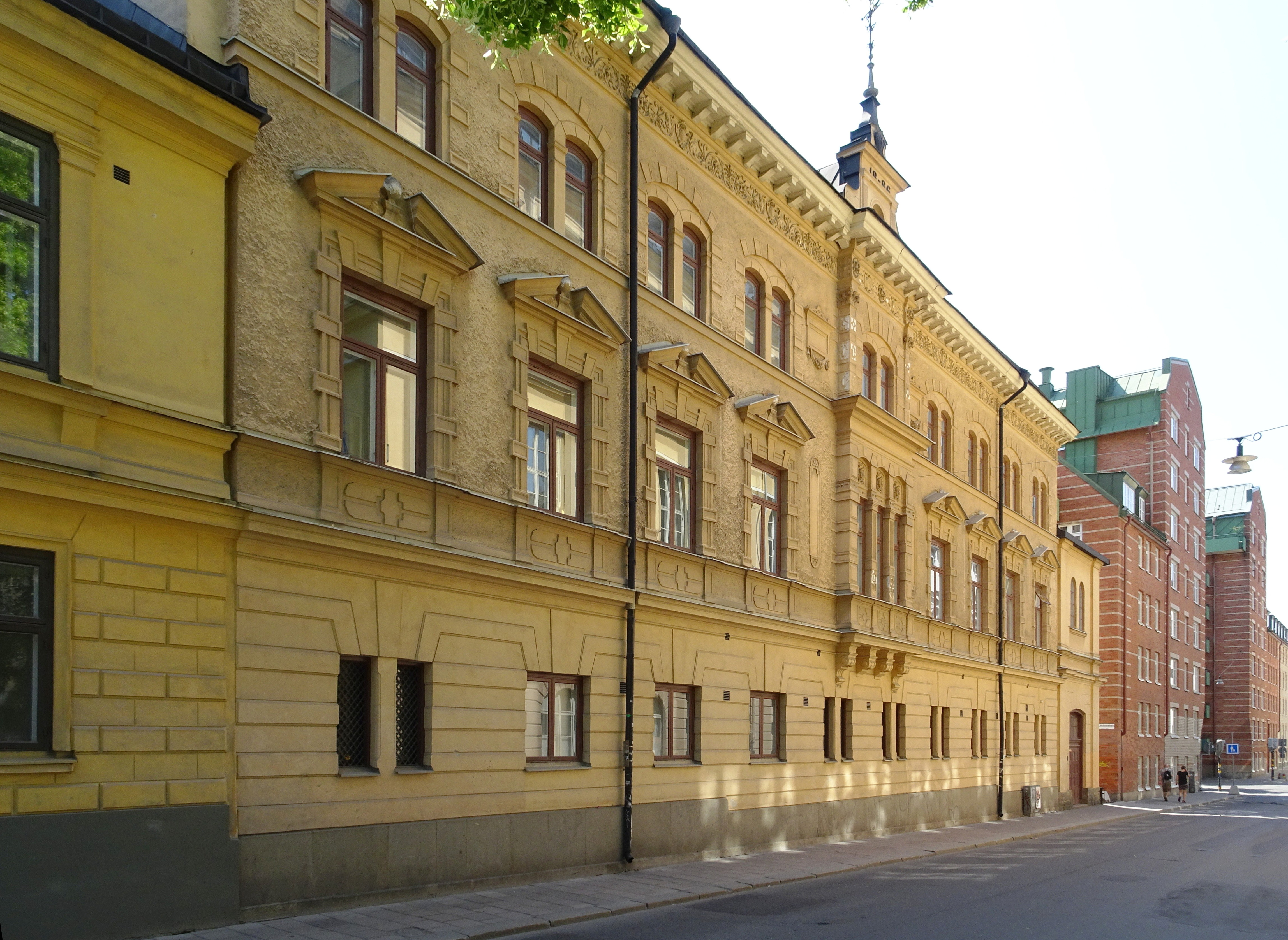
Gathus 3.
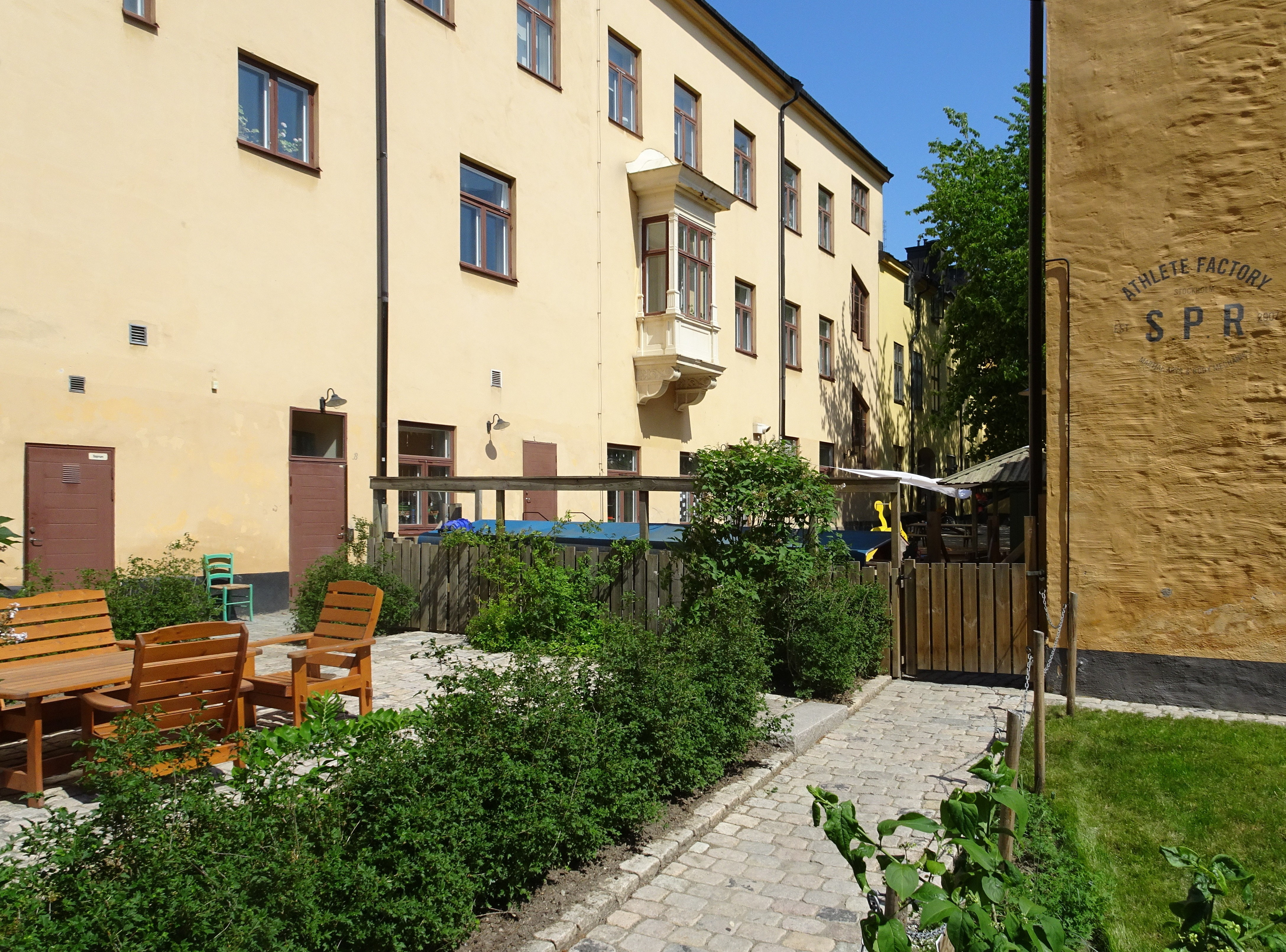
Gathus 3 mot gården.
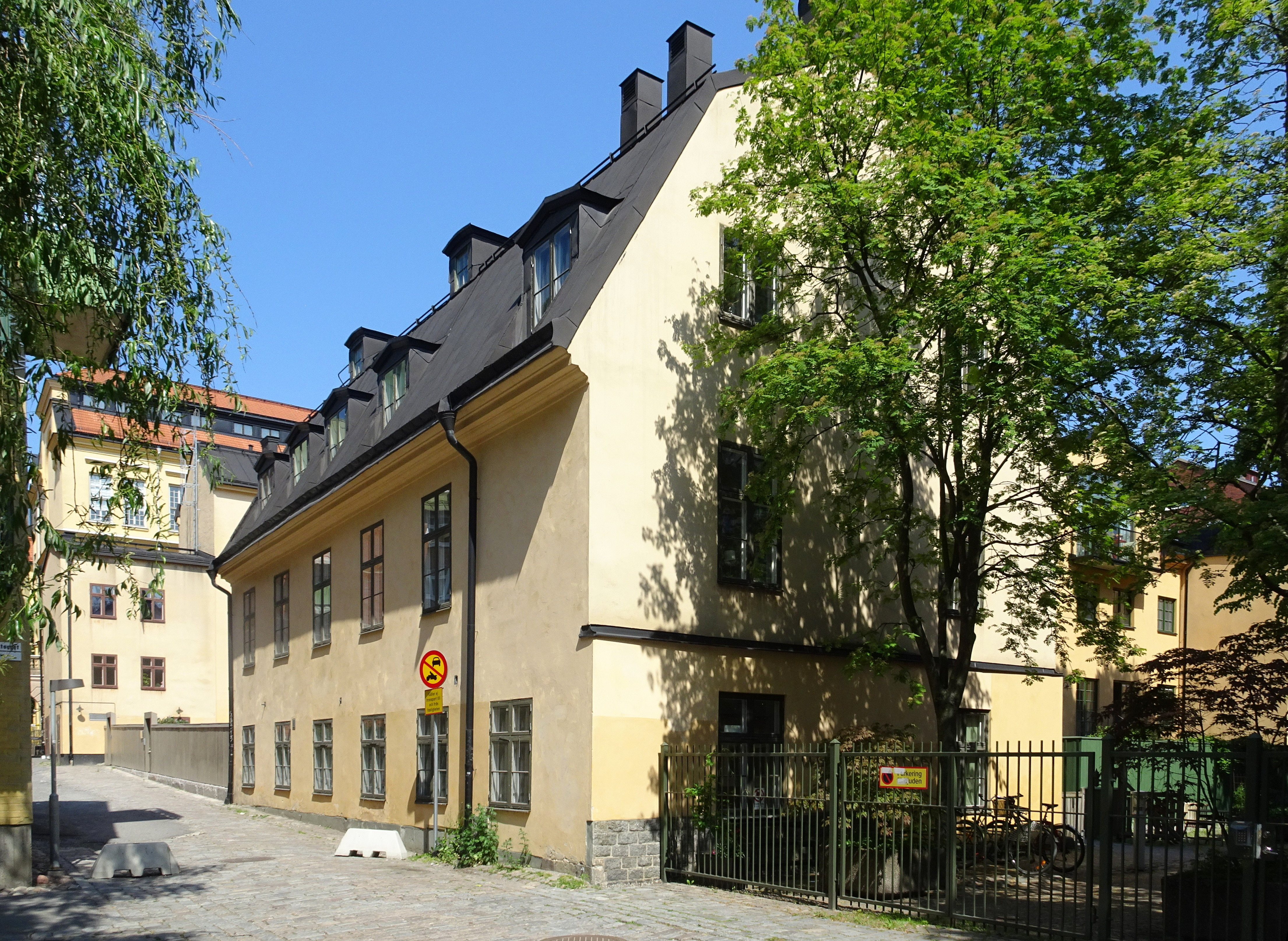
Gårdshus.

Detaljer
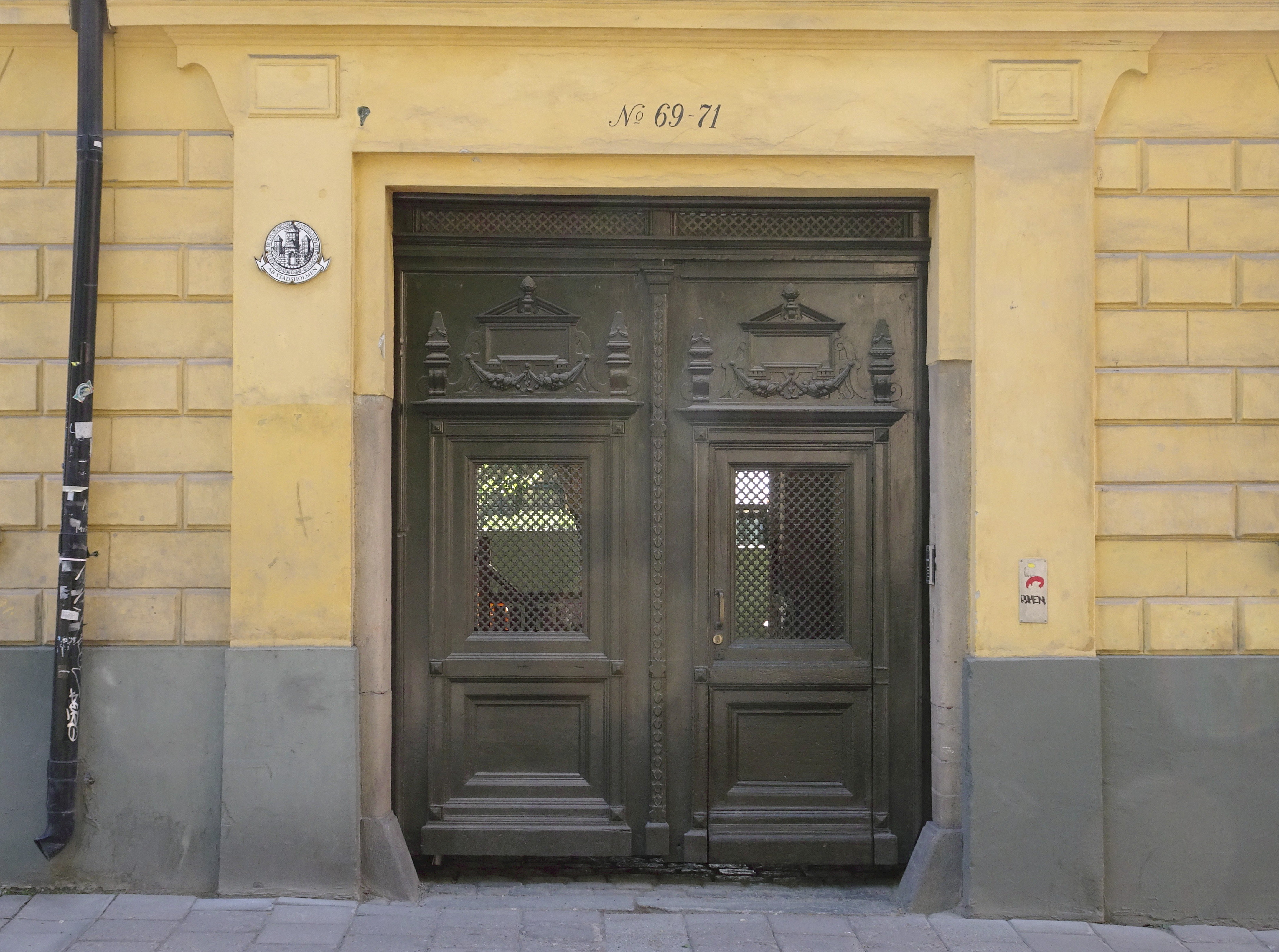
Gathus 2, körport.
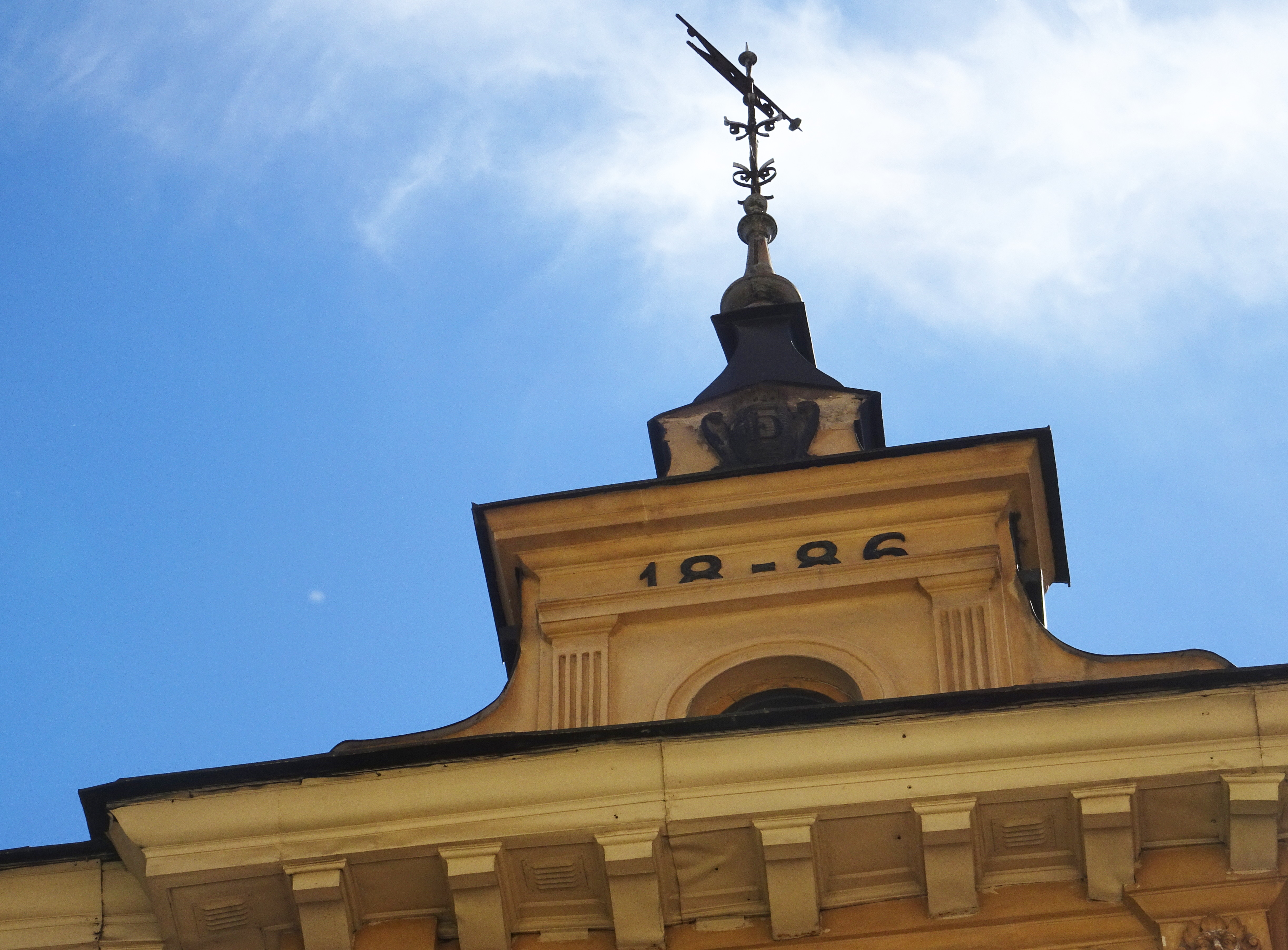
Gathus 3, fronton med årtal 1886.
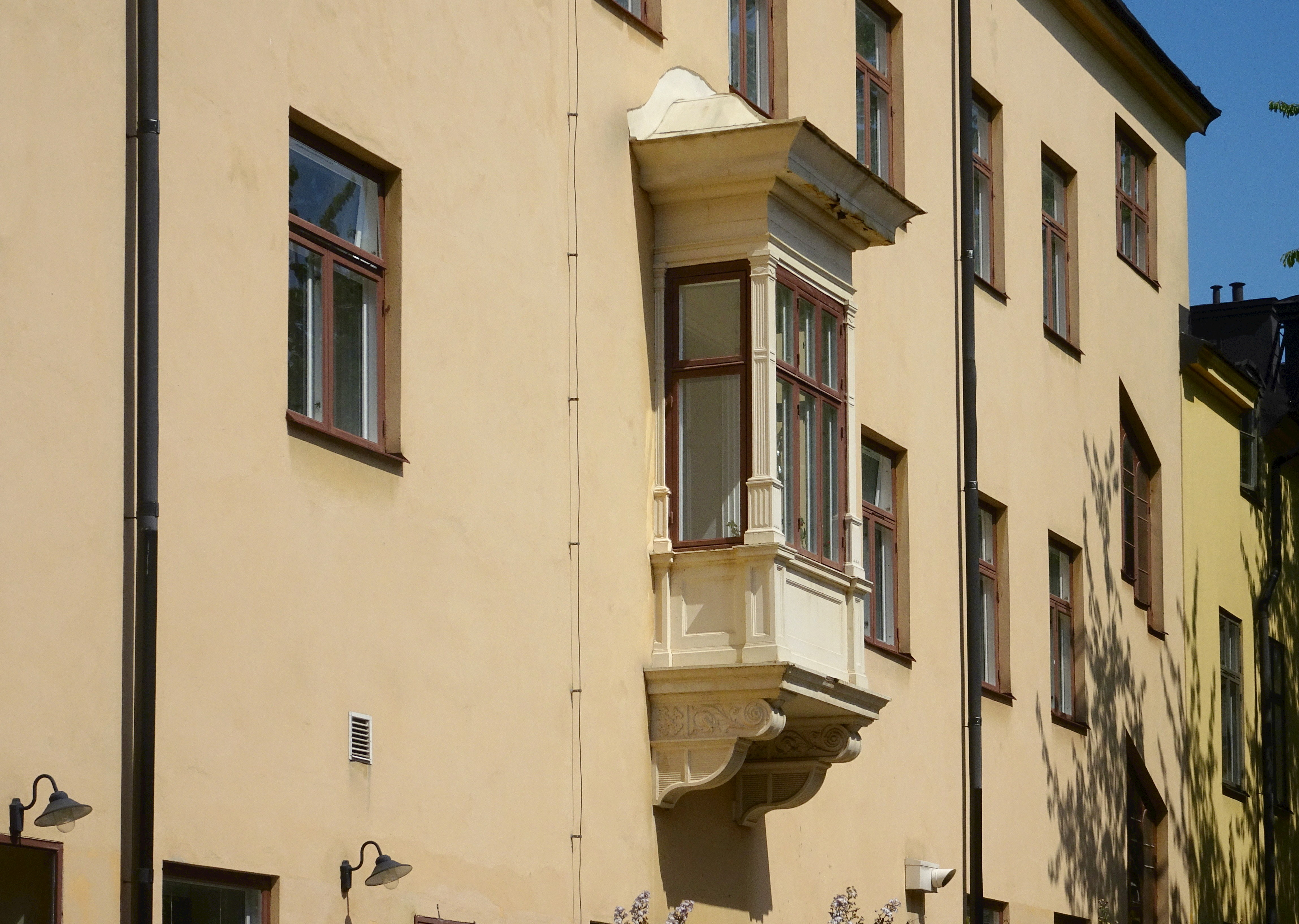
Gathus 3, burspråk mot gården.
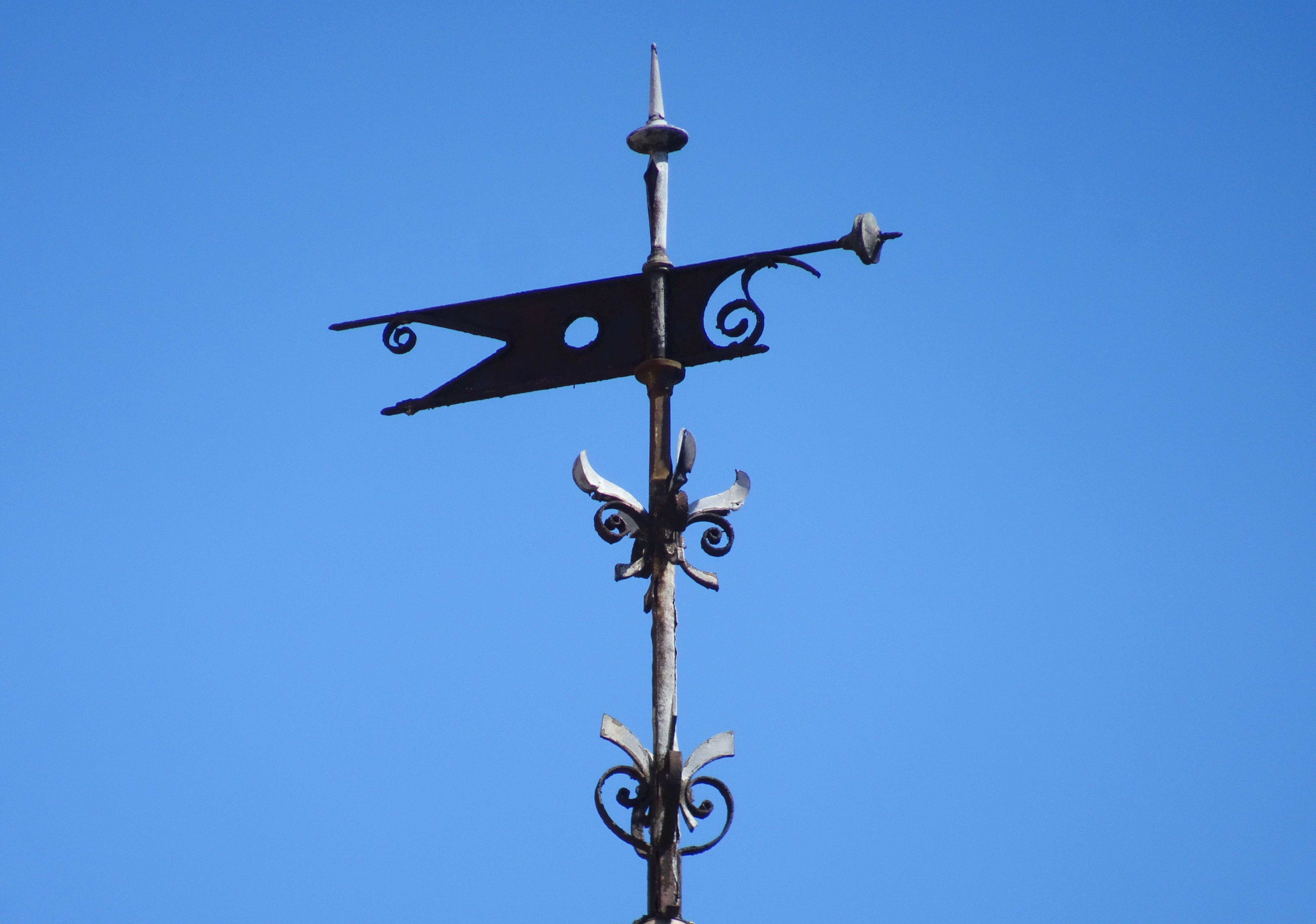
Gathus 3, vindflöjeln.
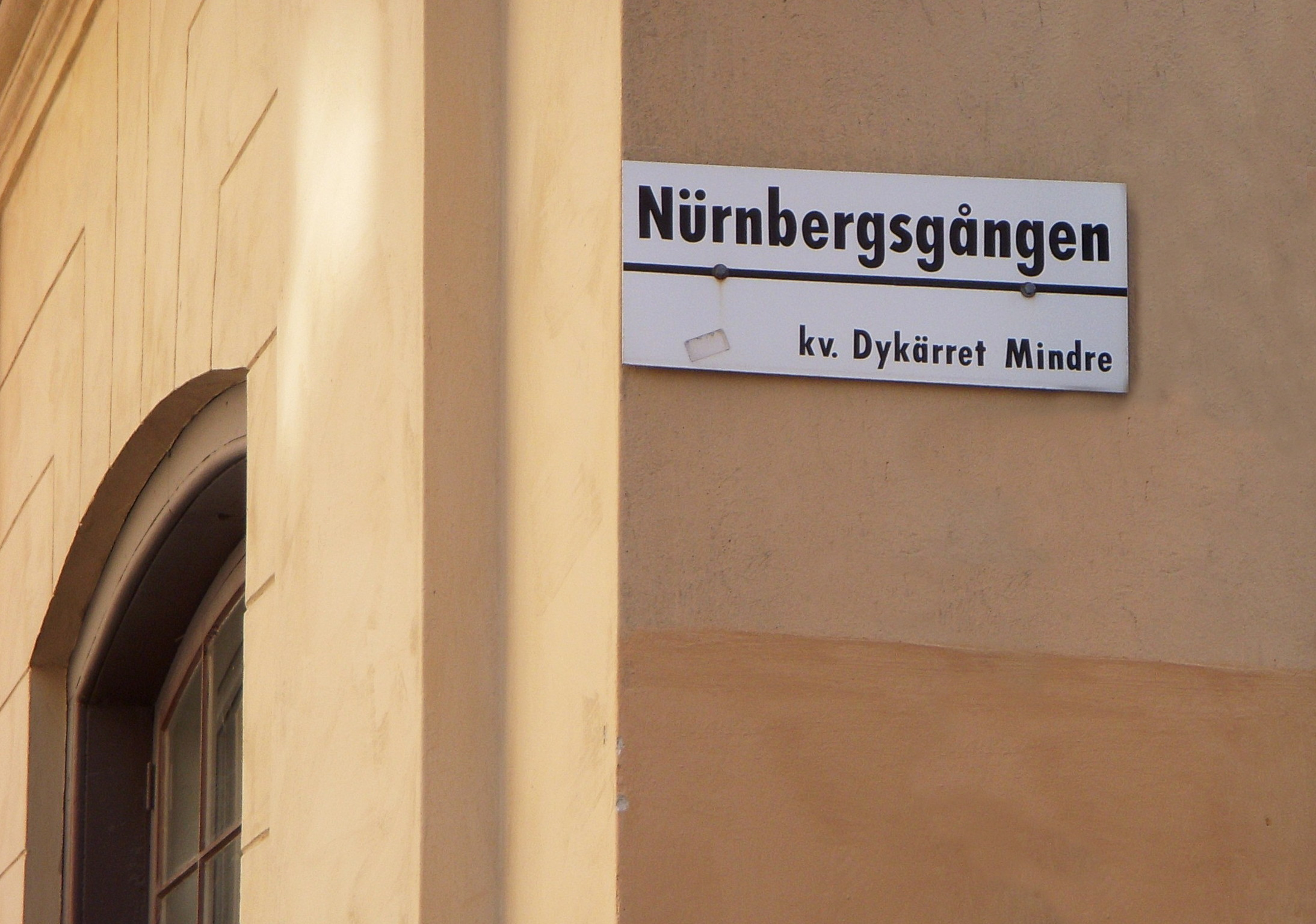
Nürnbergsgången.